# ذو الكفل محمد البكري
ذو الكفل محمد البكري (مواليد 16 يناير 1969) هو عالم ورجل ديني أكاديمي، والوزير للشؤون الإسلامية بماليزيا سابقا. شغل منصب مفتي الولايات الفدرالية الماليزيَّة، ثم تسلم منصب وزير الشؤون الإسلامية الماليزيَّة في إدارة تكتل بريكاتان الوطنية، في عهد رئيس الوزراء محي الدين ياسين وعضو مجلس الشيوخ الماليزي منذ مارس 2020 حاليا يشغل منصب رئيس مجلس إدارة جامعة العلوم الإسلام الماليزية.

## المؤهلات العلمية
- دكتوراه في الشريعة: إدارة الفتوى من كلية الشريعة بجامعة العلوم الماليزية. (2002م)
- ماجستير في الدراسات الإسلامية (الشريعة) من جامعة العلوم الإسلامية والعربية العالية بدمشق. (1995م)
- إجازة في الشريعة من كلية الشريعة، الجامعة الإسلامية بالمدينة المنورة. (عام 1989م)

## التاريخ المهني والوظيفي
1. رئيس مجلس إدراة جامعة العلوم الإسلامية الماليزية 2022.[4]
2. وزير الشؤون الإسلامية بماليزيا 2020.[5]
3. عضو مجلس حكماء المسلمين 2020.[6]
4. عضو مجمع فقهاء الشريعة بأمريكا (إمجا).[7]
5. صاحب السماحة مفتي الولايات الفدرالية الماليزية[8] (2016-2020).
6. عضو المجلس الاستشاري في صندوق الحج الاستثماري الماليزي.
7. رئيس اللجنة الاستشارية الشرعية في الأقاليم الفدرالية.
8. رئيس لجنة اعتماد المدرسين والدعاة الإسلاميين في الأقاليم الفدرالية.
9. رئيس لجنة التقويم والاستهلال.
10. رئيس لجنة الإشراف على التدريس والتعليم الديني في الأقاليم الفدرالية.
11. رئيس لجنة الأوقاف والمواريث والوصايا والموارد العامة التابعة للمجلس الإسلامي في الأقاليم الفدرالية.
12. مستشار خاص لمؤسسة التنمية الاقتصادية الماليزية، صندوق القرابين والأضاحي.
13. عضو لجنة الفتوى الوطنية.
14. عضو في إدارة الشؤون الإسلامية في الأقاليم الفدرالية.
15. عضو في اللجنة الشرعية لصندوق وقف جامعة العلوم الإسلامية الماليزية.
16. عضو لجنة بيت المال التابعة للمجلس الإسلامي في الأقاليم الفدرالية.
17. عضو في لجنة الاستشارات الشرعية في بنك معاملات الإسلامي الماليزي.
18. رئيس لجنة صياغة الفتاوى التابعة لإدارة التنمية الإسلامية الماليزية «جاكيم» 2012 م.
19. عضو لجنة خبراء الشريعة في إدارة التنمية الإسلامية الماليزية «جاكيم» منذ 2013م وحتى الآن.
20. الهيئة الاستشارية لكلية الشريعة والقانون بجامعة العلوم الإسلامية الماليزية، منذ 2013م وحتى الآن.
21. عضو مجلس الدعوة الوطنية بمؤسسة الدعوة الإسلامية الماليزية.
22. عضو الأكاديمية الدولية للبحوث الشرعية للتمويل الإسلامي (إسرا).
23. عضو مجلس مراقبة وترخيص طباعة القرآن التابع لوزارة الداخلية.
24. زميل مؤسسة الدعوة الإسلامية الماليزية.

## الخبرة المهنية
1. أستاذ مشارك؛ كلية يونتي في بورت ديكسون؛ ماليزيا 1997م – 2006م.
2. أستاذ مشارك؛ جامعة العلوم الإسلامية الماليزية 2006م – 2008م.
3. خبير في علوم الحديث ومصطلحاته، الشهادة الإسلامية العالية الماليزية 2002م.
4. عضو لجنة مراقبة الجودة، التصوف الإسلامي 2003.
5. رئيس الهيئة الشرعية، بنك بيرتانيان ماليزيا 2006م – 2008م.
6. عضو لجنة التقييم التابعة لإدارة الخدمة العامة الماليزية (لتقييم الاعتراف ببرنامج درجة البكالوريوس في الشريعة – جامعة مالايا) 2007م.
7. عضو لجنة تصحيح وتوجيه التفسير المتقن 2007م.
8. عضو فريق التقييم بوكالة المؤهلات الماليزية 2007م.
9. عضو لجنة تدقيق ومناقشة ومراجعة التفسير المتقن 2008م.
10. رئيس قسم إعداد النماذج الأساسية لإدارة الفتوى بإدارة التنمية الإسلامية الماليزية «جاكيم».
11. مؤلف كتاب الشخصيات الإسلامية 2008م.
12. عضو لجنة التخطيط المالي الماليزية 2008م.
13. مستشار أكاديمي في ورشة عمل تنسيق وتحسين برنامج ماجستير الشريعة بكلية جامعة سيلانجور الإسلامية الدولية 2008م.
14. عضو هيئة المنتدى الرئيسي، مفهوم المعرفة في تطور العقيدة، اتفاقية القوى البشرية وزارة التنمية الريفية 2009م.
15. عضو لجنة الأفلام والمسلسلات الإسلامية التابعة لإدارة التنمية الإسلامية الماليزية «جاكيم»؛ قسم البث والإعلام الإلكتروني 2008م.
16. عضو لجنة النشر والتأليف بإدارة إفتاء ولاية نيجري سمبيلان 2009م.
17. عضو اختبار واختيار المرشدين الديني للحج؛ موسم 1431هـ.
18. عضو لجنة الفتوى في ولاية نيجري سمبيلان 2000م – 2010م.
19. عضو لجنة دراسة العقائد بإدارة التنمية الإسلامية الماليزية «جاكيم» 2008م – 2011م.
20. عضو لجنة أبحاث مركز زكاة ولاية نيجري سمبيلان 2008م.
21. عضو هيئة مسابقة الكتابة الإبداعية للهيئة الاستشارية الشرعية.
22. عضو لجنة وقف المعاملات في ولاية سيلانجور 2012م – 2014م
23. عضو لجنة الإفتاء في ولاية تيرنجانو 2005م – 2014م.
24. موظف ضيف في المعهد العالمي لإدارة الفتوى والبحوث بجامعة العلوم الإسلامية الماليزية 2014م.